# 中野渡春雄
中野渡 春雄（なかのわたり はるお、1937年（昭和12年）10月14日 - ）は、日本の政治家。元青森県十和田市長。

## 経歴
のちの青森県十和田市に生まれる。1962年（昭和37年）3月、立教大学法学部卒業後、1964年（昭和39年）3月、法政大学文学部を卒業する。
十和田市総務部長、民生部長、経済部長などを経て、1997年（平成9年）同市教育長となり、1998年（平成10年）7月、十和田市長に就任した。2009年（平成21年）1月まで在任した。